# Tudivasum inerme
Tudivasum inerme is een slakkensoort uit de familie van de Turbinellidae. De wetenschappelijke naam van de soort is voor het eerst geldig gepubliceerd in 1878 door Angas.